# اریک لیندن
اریک لیندن (انگلیسی: Eric Linden؛ ۱۵ سپتامبر ۱۹۰۹ – ۱۴ ژوئیهٔ ۱۹۹۴) یک هنرپیشه اهل ایالات متحده آمریکا بود.